# Repechaje de Concacaf clasificatorio a la Copa América 2024
El repechaje de Concacaf clasificatorio a la Copa América 2024 fue la instancia que determinó a los últimos dos clasificados a la Copa América 2024. Los dos partidos de repechaje se jugaron en la primera fecha FIFA el 23 de marzo de 2024 en Frisco, Estados Unidos.

## Representación de Concacaf en la Copa América 2024
La Concacaf contó con seis representantes en la Copa América 2024, de un total de 16 selecciones participantes que completaron las diez selecciones de Conmebol. Los equipos de Norte y Centroamérica obtuvieron su clasificación de la siguiente manera:
| Equipo         | Zona  | Vía de clasificación                                        |
| -------------- | ----- | ----------------------------------------------------------- |
| Estados Unidos | NAFU  | Semifinalista de la Liga de Naciones de la Concacaf 2023-24 |
| Panamá         | UNCAF | Semifinalista de la Liga de Naciones de la Concacaf 2023-24 |
| Jamaica        | CFU   | Semifinalista de la Liga de Naciones de la Concacaf 2023-24 |
| México         | NAFU  | Semifinalista de la Liga de Naciones de la Concacaf 2023-24 |
| Canadá         | NAFU  | Ganador del repechaje por el cupo Concacaf 5                |
| Costa Rica     | UNCAF | Ganador del repechaje por el cupo Concacaf 6                |

## Formato de competición
Las 4 selecciones participantes en el repechaje formaron dos series de dos equipos que se enfrentaron en un solo partido. El ganador de cada partido clasificó a la Copa América 2024.

## Partidos

### Conformación de los enfrentamientos
Los cuatro equipos fueron ordenados según su posición en el ranking FIFA:
1. Canadá (48.º).
2. Costa Rica (52.º).
3. Honduras (76.º).
4. Trinidad y Tobago (96.º).

- El grupo al que accedió el ganador de cada partido fue definido en el sorteo del torneo realizado el 7 de diciembre de 2023.[2]
  - El ganador de Canadá vs. Trinidad y Tobago ingresó al Grupo A como Concacaf 5.
  - El ganador de Costa Rica vs. Honduras ingresó al Grupo D como Concacaf 6.

### Canadá vs. Trinidad y Tobago
| 16         | Guardameta     | Maxime Crépeau    |       |
| 2          | Defensa        | Alistair Johnston |       |
| 5          | Defensa        | Joel Waterman     |       |
| 4          | Defensa        | Kamal Miller      |       |
| 17         | Centrocampista | Tajon Buchanan    | 80'   |
| 7          | Centrocampista | Stephen Eustáquio | 90+4' |
| 8          | Centrocampista | Ismaël Koné       | 90+3' |
| 19         | Centrocampista | Alphonso Davies   |       |
| 10         | Centrocampista | Jonathan David    |       |
| 9          | Delantero      | Cyle Larin        | 80'   |
| 12         | Delantero      | Iké Ugbo          | 70'   |
| Entrenador | Entrenador     | Mauro Biello      |       |

| 22         | Guardameta     | Denzil Smith    |     |
| 14         | Defensa        | Shannon Gomez   | 81' |
| 16         | Defensa        | Alvin Jones     |     |
| 2          | Defensa        | Aubrey David    |     |
| 17         | Defensa        | Justin García   |     |
| 6          | Defensa        | André Raymond   |     |
| 18         | Centrocampista | Andre Rampersad | 56' |
| 15         | Centrocampista | Neveal Hackshaw | 71' |
| 8          | Centrocampista | Daniel Phillips |     |
| 11         | Delantero      | Levi García     |     |
| 19         | Delantero      | Ajani Fortune   | 81' |
| Entrenador | Entrenador     | Angus Eve       |     |

| 14 | Delantero      | Jacob Shaffelburg  | 70'   |
| 15 | Centrocampista | Mathieu Choinière  | 80'   |
| 22 | Delantero      | Jacen Russell-Rowe | 80'   |
| 3  | Defensa        | Luc de Fougerolles | 90+3' |
| 6  | Centrocampista | Samuel Piette      | 90+4' |

| 13 | Centrocampista | Reon Moore   | 56' |
| 7  | Defensa        | Noah Powder  | 71' |
| 10 | Centrocampista | Real Gill    | 81' |
| 20 | Centrocampista | Kaile Auvray | 81' |

| Anotado | 61'   | Cyle Larin        | 1-0 |
| Anotado | 90+1' | Jacob Shaffelburg | 2-0 |

| Amonestado | 42'   | Tajon Buchanan   |
| Amonestado | 45+1' | Alistair Johnson |

| Amonestado | 5'    | Aubrey David    |
| Amonestado | 45+1' | Daniel Phillips |

| Árbitro             | Marco Ortíz        |
| Árbitros asistentes | Christian Espinosa |
| Árbitros asistentes | Jorge Sánchez      |
| Cuarto árbitro      | Víctor Cáceres     |
| VAR                 | Érick Miranda      |
| Adicional VAR       | Guillermo Pacheco  |

| 16         | Guardameta     | Maxime Crépeau    |       |
| 2          | Defensa        | Alistair Johnston |       |
| 5          | Defensa        | Joel Waterman     |       |
| 4          | Defensa        | Kamal Miller      |       |
| 17         | Centrocampista | Tajon Buchanan    | 80'   |
| 7          | Centrocampista | Stephen Eustáquio | 90+4' |
| 8          | Centrocampista | Ismaël Koné       | 90+3' |
| 19         | Centrocampista | Alphonso Davies   |       |
| 10         | Centrocampista | Jonathan David    |       |
| 9          | Delantero      | Cyle Larin        | 80'   |
| 12         | Delantero      | Iké Ugbo          | 70'   |
| Entrenador | Entrenador     | Mauro Biello      |       |

| 22         | Guardameta     | Denzil Smith    |     |
| 14         | Defensa        | Shannon Gomez   | 81' |
| 16         | Defensa        | Alvin Jones     |     |
| 2          | Defensa        | Aubrey David    |     |
| 17         | Defensa        | Justin García   |     |
| 6          | Defensa        | André Raymond   |     |
| 18         | Centrocampista | Andre Rampersad | 56' |
| 15         | Centrocampista | Neveal Hackshaw | 71' |
| 8          | Centrocampista | Daniel Phillips |     |
| 11         | Delantero      | Levi García     |     |
| 19         | Delantero      | Ajani Fortune   | 81' |
| Entrenador | Entrenador     | Angus Eve       |     |

| 14 | Delantero      | Jacob Shaffelburg  | 70'   |
| 15 | Centrocampista | Mathieu Choinière  | 80'   |
| 22 | Delantero      | Jacen Russell-Rowe | 80'   |
| 3  | Defensa        | Luc de Fougerolles | 90+3' |
| 6  | Centrocampista | Samuel Piette      | 90+4' |

| 13 | Centrocampista | Reon Moore   | 56' |
| 7  | Defensa        | Noah Powder  | 71' |
| 10 | Centrocampista | Real Gill    | 81' |
| 20 | Centrocampista | Kaile Auvray | 81' |

| Anotado | 61'   | Cyle Larin        | 1-0 |
| Anotado | 90+1' | Jacob Shaffelburg | 2-0 |

| Amonestado | 42'   | Tajon Buchanan   |
| Amonestado | 45+1' | Alistair Johnson |

| Amonestado | 5'    | Aubrey David    |
| Amonestado | 45+1' | Daniel Phillips |

| Árbitro             | Marco Ortíz        |
| Árbitros asistentes | Christian Espinosa |
| Árbitros asistentes | Jorge Sánchez      |
| Cuarto árbitro      | Víctor Cáceres     |
| VAR                 | Érick Miranda      |
| Adicional VAR       | Guillermo Pacheco  |

| Estadísticas      | Bandera de Canadá | Bandera de Trinidad y Tobago |
| Tiros             | 25                | 6                            |
| Tiros a puerta    | 6                 | 2                            |
| Faltas            | 10                | 12                           |
| Saques de esquina | 14                | 1                            |
| Penaltis          | 0                 | 0                            |
| Fueras de juego   | 3                 | 2                            |
| Posesión de balón | 59%               | 41%                          |

### Costa Rica vs. Honduras
| 1          | Guardameta     | Keylor Navas     |       |
| 2          | Defensa        | Gerald Taylor    | 69'   |
| 6          | Defensa        | Julio Cascante   |       |
| 3          | Defensa        | Pablo Arboine    |       |
| 15         | Defensa        | Francisco Calvo  |       |
| 8          | Defensa        | Joseph Mora      | 90+2' |
| 17         | Centrocampista | Warren Madrigal  | 87'   |
| 14         | Centrocampista | Orlando Galo     |       |
| 13         | Centrocampista | Jefferson Brenes |       |
| 21         | Centrocampista | Álvaro Zamora    | 69'   |
| 9          | Delantero      | Manfred Ugalde   | 87'   |
| Entrenador | Entrenador     | Gustavo Alfaro   |       |

| 18         | Guardameta     | Jonathan Rougier  |     |
| 14         | Defensa        | Andy Najar        |     |
| 3          | Defensa        | Marcelo Santos    |     |
| 4          | Defensa        | Luis Vega         |     |
| 2          | Defensa        | Wesly Decas       |     |
| 20         | Centrocampista | Deiby Flores      |     |
| 23         | Centrocampista | Jorge Álvarez     | 65' |
| 7          | Centrocampista | Rigoberto Rivas   | 83' |
| 16         | Centrocampista | Edwin Rodríguez   |     |
| 8          | Centrocampista | Michaell Chirinos | 83' |
| 11         | Delantero      | Jerry Bengtson    | 64' |
| Entrenador | Entrenador     | Reinaldo Rueda    |     |

| 14 | Defensa   | Haxzel Quirós     | 69'   |
| 12 | Delantero | Joel Campbell     | 69'   |
| 7  | Delantero | Anthony Contreras | 87'   |
| 19 | Delantero | Kenneth Vargas    | 87'   |
| 4  | Defensa   | Juan Pablo Vargas | 90+2' |

| 12 | Centrocampista | David Ruiz       | 64' |
| 21 | Delantero      | Bryan Róchez     | 65' |
| 9  | Delantero      | Douglas Martínez | 83' |
| 13 | Delantero      | Darixon Vuelto   | 83' |

| Anotado | 12' | Orlando Galo     | 1-1 |
| Anotado | 56' | Warren Madrigal  | 2-1 |
| Anotado | 62' | Jefferson Brenes | 3-1 |

| Anotado | 10' | Michaell Chirinos | 0-1 |

| Amonestado | 45+2' | Álvaro Zamora |

| Amonestado | 30' | Deiby Flores |

| Árbitro             | Ismail Elfath      |
| Árbitros asistentes | Corey Parker       |
| Árbitros asistentes | Kyle Atkins        |
| Cuarto árbitro      | Armando Villarreal |
| VAR                 | Allen Chapman      |
| Adicional VAR       | Chris Penso        |

| 1          | Guardameta     | Keylor Navas     |       |
| 2          | Defensa        | Gerald Taylor    | 69'   |
| 6          | Defensa        | Julio Cascante   |       |
| 3          | Defensa        | Pablo Arboine    |       |
| 15         | Defensa        | Francisco Calvo  |       |
| 8          | Defensa        | Joseph Mora      | 90+2' |
| 17         | Centrocampista | Warren Madrigal  | 87'   |
| 14         | Centrocampista | Orlando Galo     |       |
| 13         | Centrocampista | Jefferson Brenes |       |
| 21         | Centrocampista | Álvaro Zamora    | 69'   |
| 9          | Delantero      | Manfred Ugalde   | 87'   |
| Entrenador | Entrenador     | Gustavo Alfaro   |       |

| 18         | Guardameta     | Jonathan Rougier  |     |
| 14         | Defensa        | Andy Najar        |     |
| 3          | Defensa        | Marcelo Santos    |     |
| 4          | Defensa        | Luis Vega         |     |
| 2          | Defensa        | Wesly Decas       |     |
| 20         | Centrocampista | Deiby Flores      |     |
| 23         | Centrocampista | Jorge Álvarez     | 65' |
| 7          | Centrocampista | Rigoberto Rivas   | 83' |
| 16         | Centrocampista | Edwin Rodríguez   |     |
| 8          | Centrocampista | Michaell Chirinos | 83' |
| 11         | Delantero      | Jerry Bengtson    | 64' |
| Entrenador | Entrenador     | Reinaldo Rueda    |     |

| 14 | Defensa   | Haxzel Quirós     | 69'   |
| 12 | Delantero | Joel Campbell     | 69'   |
| 7  | Delantero | Anthony Contreras | 87'   |
| 19 | Delantero | Kenneth Vargas    | 87'   |
| 4  | Defensa   | Juan Pablo Vargas | 90+2' |

| 12 | Centrocampista | David Ruiz       | 64' |
| 21 | Delantero      | Bryan Róchez     | 65' |
| 9  | Delantero      | Douglas Martínez | 83' |
| 13 | Delantero      | Darixon Vuelto   | 83' |

| Anotado | 12' | Orlando Galo     | 1-1 |
| Anotado | 56' | Warren Madrigal  | 2-1 |
| Anotado | 62' | Jefferson Brenes | 3-1 |

| Anotado | 10' | Michaell Chirinos | 0-1 |

| Amonestado | 45+2' | Álvaro Zamora |

| Amonestado | 30' | Deiby Flores |

| Árbitro             | Ismail Elfath      |
| Árbitros asistentes | Corey Parker       |
| Árbitros asistentes | Kyle Atkins        |
| Cuarto árbitro      | Armando Villarreal |
| VAR                 | Allen Chapman      |
| Adicional VAR       | Chris Penso        |

| Estadísticas      | Bandera de Costa Rica | Bandera de Honduras |
| Tiros             | 13                    | 7                   |
| Tiros a puerta    | 5                     | 3                   |
| Faltas            | 18                    | 22                  |
| Saques de esquina | 2                     | 6                   |
| Penaltis          | 0                     | 0                   |
| Fueras de juego   | 0                     | 0                   |
| Posesión de balón | 47%                   | 53%                 |

## Clasificados a la Copa América 2024
| Bandera de Canadá                          | Bandera de Costa Rica                      |
| Canadá                                     | Costa Rica                                 |
| Ganador del partido por el cupo Concacaf 5 | Ganador del partido por el cupo Concacaf 6 |

## Goleadores
| Jugador           | Selección  | Goles |
| ----------------- | ---------- | ----- |
| Cyle Larin        | Canadá     | 1     |
| Jacob Shaffelburg | Canadá     | 1     |
| Michaell Chirinos | Honduras   | 1     |
| Orlando Galo      | Costa Rica | 1     |
| Warren Madrigal   | Costa Rica | 1     |
| Jefferson Brenes  | Costa Rica | 1     |